# 陳衷一
陳衷一，河南開封府蘭陽縣人，清朝政治人物、進士出身。

## 生平
順治三年，登進士，官至户部江西司员外郎。順治八年，擔任广东乡试主考官。